# Station Tanjung
Tanjung is een spoorwegstation in de Indonesische provincie Midden-Java.

## Bestemmingen
- Cirebon Ekspres: naar Station Tegal en Station Gambir
- Tegal Arum: naar Station Tegal en Station Jakarta Pasar Senen
- Tawang Jaya: naar Station Semarang Poncol en Station Jakarta Pasar Senen
- Brantas: naar Station Kediri en Station Jakarta Tanahabang